# Селезньов Іван Федорович
Іва́н Федорович Селезньо́в (нар. 3 січня 1856, Київ — пом. 31 березня 1936, Київ) — український живописець, представник академізму.

## Життєпис
Народився 3 січня 1856 в Києві в родині селянина із Калузької губернії. Початкову освіту у 1868—1872 роках здобув у Першій київській гімназії. Протягом 1872—1881 років навчався в Імператорській академії мистецтв у Санкт-Петербурзі у майстерні Павла Петровича Чистякова. За час навчання за академічні малюнки і картини нагороджений шістьма медалями: срібними медалями (1876 року отримав дві Малі срібні медалі; у 1877, 1878 роках — Велику срібну медаль); золотими (1880, 1882). За програмну роботу «Яків упізнає одяг сина свого Йосипа, проданого братами в Єгипет» художник у 1880 році удостоївся Малої золотої медалі. На випускному курсі в 1881 році удостоївся звання класного художника I ступеня за картину «Святий Сергій благословляє Дмитра Донського на битву». У 1882 році взяв участь в академічному конкурсі випускних програм і отримав за картину «Князь Дмитро Юрійович Красний у летаргічному сні» Велику золоту медаль з правом пенсіонерської поїздки за кордон на казенний рахунок.
Протягом 1883—1886 років жив і працював у Європі, де удосконалював свою майстерність, копіюючи твори майстрів попередніх епох, вивчав твори мистецтва в музеях і картинних галереях Відня, Мюнхена, Венеції, Флоренції, Рима, Равенни, та у багатьох інших містах. 1886 року повернувся до Києва, де з того ж року по 1890 рік викладав у Київськійї рисувальній школі Миколи Мурашка. З 1898 по 1920 рік викладав малювання в Політехнічному інституті, одночасно з 1901 року працював у Київському художньому училищі, в якому з 1911 по 1914 рік був директором. Серед його учнів — Казимир Агніт-Следзевський, Борис Аронсон, Олександр Богомазов, Михайло Длугач, Соломон Зарицький, Григорій Золотов, Павло Ковжун, Михайло Козик, Георгій Курнаков, Валентин Литвиненко, Василь Маковський, Олексій Маренков, Федір Масютин, Євдоким Мінюра, Мозалевський Іван, Іссахар-Бер Рибак, Олександр Сиротенко, Карпо Трохименко, Марія Трубецька.
Помер у Києві 31 березня 1936 року. Похований у Києві на Байковому кладовищі.

## Творчість
Писав картини на історичні та побутові теми, портрети, пейзажі і натюрморти, зокрема:
- «Князь Дмитрій Юрійович у летаргічному сні» (1882);
- «Останній акорд» (1885, Палац-музей в Алупці);
- «В Помпеї» (1886);
- «Портрет Олі Терещенко» (1890).

|                  |            |
| «Останній акорд» | «В Помпеї» |

Написав портрети Миколи Мурашка і його дочки, Харитона Платонова, Федора Данилова (всі у 1905 році), дружини. Потрети дружини і Федора Данилова (обидва полотно, олія) зберігаються у Національному художньому музеї України у Києві.
Був одним із організаторів Київського товариства релігійного живопису і разом зі своїми учнями по Малювальній школі Мурашка брав участь у відновленні фресок ХІІ століття в Кирилівській церкві в Києві. У 1897 році виконав образи для іконостасу Покровської церкви на Солом'янці в Києві. На прохання Адріяна Прахова виконав дві композиції «Стрітення» і «Хрещення» в Софіївському соборі.

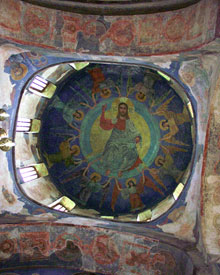
Вознесіння Ісуса Христа. Олія. ХІХ ст. Склепіння центральної бані, Кирилівська церква.
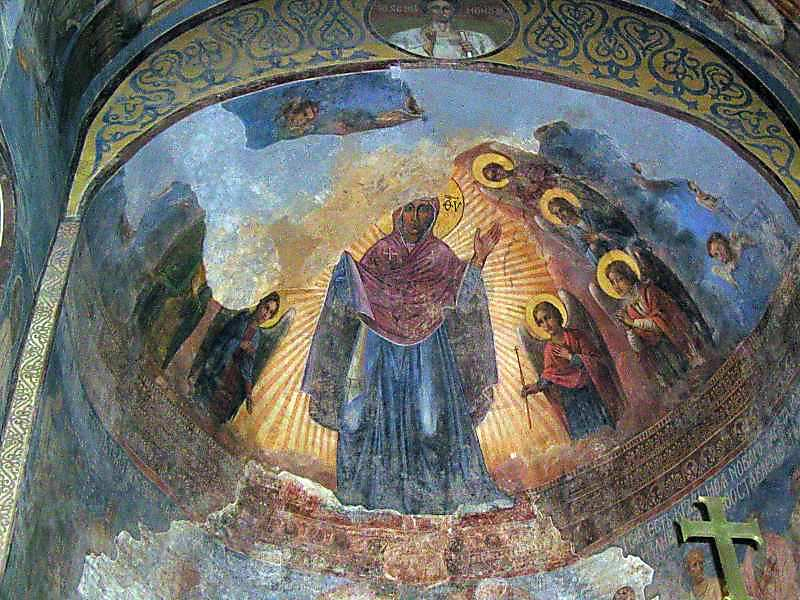
Богородиця-Оранта. Олія. ХІХ ст. Конха центральної апсиди, Кирилівська церква.

Автор рисунків для альбому-посібника для митців-початківців.